# Raimondas Žutautas
Raimondas Žutautas (Klaipėda, 4 settembre 1972) è un allenatore di calcio ed ex calciatore lituano, di ruolo centrocampista.

## Palmarès

### Giocatore

#### Club
- Campionato lituano: 2

ROMAR Mažeikiai: 1993-1994
Inkaras-Grifas: 1995-1996
- Campionato israeliano: 2

Maccabi Haifa: 2000-2001, 2001-2002
- Campionato greco: 1

Panathīnaïkos: 2003-2004
- Coppa di Grecia: 1

Panathīnaïkos: 2003-2004
- Coppa di Lega israeliana: 1

Maccabi Haifa: 2002-2003

#### Individuale
- Calciatore lituano dell'anno: 1

2002